# Berta Dovidova
Berta Saurovna Dovidova (usbekisch Berta Dovidova; russisch Бе́рта Зауровна Давыдова, Transkription Berta Saurowna Dawydowa, wiss. Transliteration Berta Zaurovna Davydova; * 20. Dezember 1922 in Margʻilon, Provinz Fargʻona; † 11. August 2007 in Taschkent) war eine sowjetische und usbekische Sängerin (lyrischer Sopran) und Musikpädagogin, Volkskünstlerin der usbekischen SSR (1964).

## Leben
Sie wurde in Margʻilon in der usbekischen SSR in einer Familie bucharischer Juden geboren.
Sie absolvierte die Taschkenter Medizinische Fachschule (1935–1938), war Krankenschwester am 3. Geburtshaus (1938–1940) und am Militärkrankenhaus (1941–1943). Ab 1943 war sie Solistin des Chors des Staatlichen Rundfunkkomitees der Usbekischen SSR, ab 1960 war sie leitende Solistin des Maqomisten-Ensembles des Gosteleradio (Staatliches Rundfunk und Fernsehkomitee der UsSSR).
Das weitere, mehr als vierzigjährige Wirken von Berta Dovidova war untrennbar mit diesem Kollegium verbunden. Während dieser Zeit gewann sie zunehmend an Popularität. Die Lieder aus dem nationalen Erbe „Shoshmaqom“ sowie klassische Lieder wie Munojot (1975), Figʻon, Saraxbori Oromijon, Samarqand Ushshogʻi, Dugoh und Bayot I, II, V wurden zu  musikalischen  Meisterwerken  des usbekischen Volkes. Berta Dovidova war nicht nur Darstellerin, sondern engagierte sich auch für die Verbreitung der nationalen Kunst. Neben der Teilnahme an Kulturveranstaltungen und Konzerten trat sie oft in abgelegenen Städten und Dörfern auf und zeigte ihre lebendige Kunst vor Arbeitern. Viele Jahre arbeitete sie im Ensemble der Maqomisten (Maqom ist ein Musikgenre) beim republikanischen Radio und am Lehrstuhl für traditionelle darstellende Künste des Staatlichen Konservatoriums Usbekistans in Taschkent.
Sie starb am 11. August 2007 und ist an der zentralen Allee des Bucharisch-jüdischen Friedhofs (Allon-Array) in Taschkent begraben.

## Auszeichnungen
- 1998: Orden „El-yurt hurmati“ (Dem angesehenen Volk und der Heimat)[5]
- 1959: Medaille Für hervorragende Arbeit[6]